# Topham Beauclerk
Topham Beauclerk (22 décembre 1739 – 11 mars 1780) est un noble britannique, ami de Samuel Johnson et Horace Walpole.

## Biographie
Topham Beauclerk est né le 22 décembre 1739, le fils unique de Sidney Beauclerk et un arrière-petit-fils du roi Charles II. Il est baptisé le 19 janvier 1740 à l'église Saint-Jacques, Piccadilly, à Westminster. Il fait ses études à Trinity College, Oxford.
En 1763, il est en Italie avec John Fitzpatrick. En 1774, il vit à Muswell Hill, au nord de Londres.
Le 12 mars 1768, il épouse Diana Beauclerk (1734-1808), ancienne Dame de la Chambre à coucher de la Reine-Charlotte. Elle est née dans la famille Spencer, fille de Charles Spencer, 3e duc de Marlborough et Elizabeth Trevor (en). Diana épouse son premier mari, Frederick St John, 2e vicomte Bolingbroke en 1757. Ce mariage, qui lui donne deux fils, est malheureux et son mari est notoirement infidèle. En février 1768, il demande le divorce pour cause d'adultère ("criminal conversation"). La pétition demande une loi du parlement, qui est adoptée le mois suivant. Peu de temps après elle épouse Beauclerk.
Ils ont quatre enfants ensemble :
- Anne Beauclerk (né c. 1764) ;
- Elisabeth Beauclerk (20 août 1766 – 25 mars 1793), mariée à George Herbert, 11e comte de Pembroke et 8e comte de Montgomery ;
- Mary Day Beauclerk, jumeau d'Elisabeth (20 août 1766 – 23 juillet 1851) ;
- Charles George Beauclerk (20 janvier 1774 – 25 décembre 1846), brièvement député, le 29 avril 1799 il épouse Emilie Charlotte "Mimie" Ogilvie (1778-22 janvier 1832), fille de William Ogilvie et Emily FitzGerald, duchesse de Leinster, il est le père de Aubrey Beauclerk[1].

De 1772 à 1776, il vit au 3 Adelphi Terrace. Beauclerk est mort dans sa maison de Great Russell Street, Bloomsbury, le 11 mars 1780. Lady Diana, plus tard, vend la maison pour se retirer à Richmond. La maison à Great Russell Street, qui est en partie démolie en 1788, abritait une bibliothèque conçue par Robert Adam.